# Kozma Ferenc (költő)
Leveldi Kozma Ferenc,  írói nevein: Rimay Kálmán és Bárd Miklós (Marcali, 1857. február 26. – Budapest, 1937. május 4.) magyar költő, katona. Kozma Andor (1861–1933) költő testvére, Kozma Sándor (1825–1897) jogász fia.

## Életpályája
A régi dunántúli nemesi származású leveldi Kozma család sarja. Édesapja, leveldi Kozma Sándor (1825-1897), jogász, édesanyja lipcsei Dóczy Regina (1836-1879) volt. Középiskolai tanulmányait Pesten, Pécsett és Székesfehérváron végezte el. 1875-ben a  műegyetemre iratkozott be. 1879. november elsejével hadapróddá (kadét) nevezték ki a cs. és kir. 16. huszárezredhez. 1883-ig itt szolgált, majd a cs. és kir. 10. huszárezredhez helyezték át. 1893-ban átkérte magát méneskarhoz, nyugdíjazásáig itt szolgált. 1904-től a Kisfaludy Társaság tagjává választotta. 1918 november 1-el ezredesként nyugállományba vonult, ennek alkalmából vezérőrnagyi címet és jelleget kapott. Nagykőrösön telepedett le. 1921-től a fővárosban élt.

## Munkássága
Már műegyetemi hallgató korában jelentek meg versei Rimay Kálmán álnéven. Majd Bárd Miklós néven vált híressé. Lírája konzervatív, verseiben dicsőítette a háborút, elkeseredetten támadta a forradalmat, a Tanácsköztársaságot. Természet- és életszeretete panteista meggyőződést érlelt benne, ezáltal legjobb verseiben a szimbolizmushoz közeledett. Elégikus, kései verseiben gyakoriak a látomásszerű metaforák. Kései lírájában  erőteljesek a szimbolista és expresszionista hatások.

## Házassága és gyermekei
Felesége Nyíry Erzsébet (1858–1944), aki Nyíri Ferenc (1831–1907), a császárszállási mintagazdaság tulajdonosának a lánya volt. Házasságukból született:
- leveldi Kozma Miklós (1884–1941), belügyminiszternek és a Magyar Távirati Irodának az elnöke, Kárpátalja kormányzói biztosa. Neje algyesti Tüköry Melitta.
- leveldi Kozma György (1888–?), Békés vármegye főispánja.[8]
- leveldi Kozma Dénes, huszártiszt, aki az első világháborúban hősi halált halt.

## Értékelése
Rákosi Jenő kora „legeredetibb, leghatalmasabb, érzelemben a legmélyebb, gondolatokban a legmagasabban járó” költőjének tartotta.

## Művei
- Versek; bev. Rákosi Jenő; Budapesti Hírlap, Budapest, 1902
- Bacsó Pál és egyéb versek (1904)
- Bárd Miklós költeményei. 1887–1913; Kisfaludy Társaság, Budapest, 1915
- Vezeklés. Verses regény; Kisfaludy Társaság, Budapest, 1920
- Bárd Miklós újabb költeményei; Csáthy, Budapest, 1925
- Köd (verses regény, 1929)
- Újabb költemények (1935)
- Bárd Miklós művei (I–VI., Budapest, 1940–1943)